# فيليب رومان
فيليب رومان (بالفرنسية: Philippe Roman)‏ هو رسام فرنسي، ولد في 1927، وتوفي في 1999.